# Карнавал у Ріо-де-Жанейро

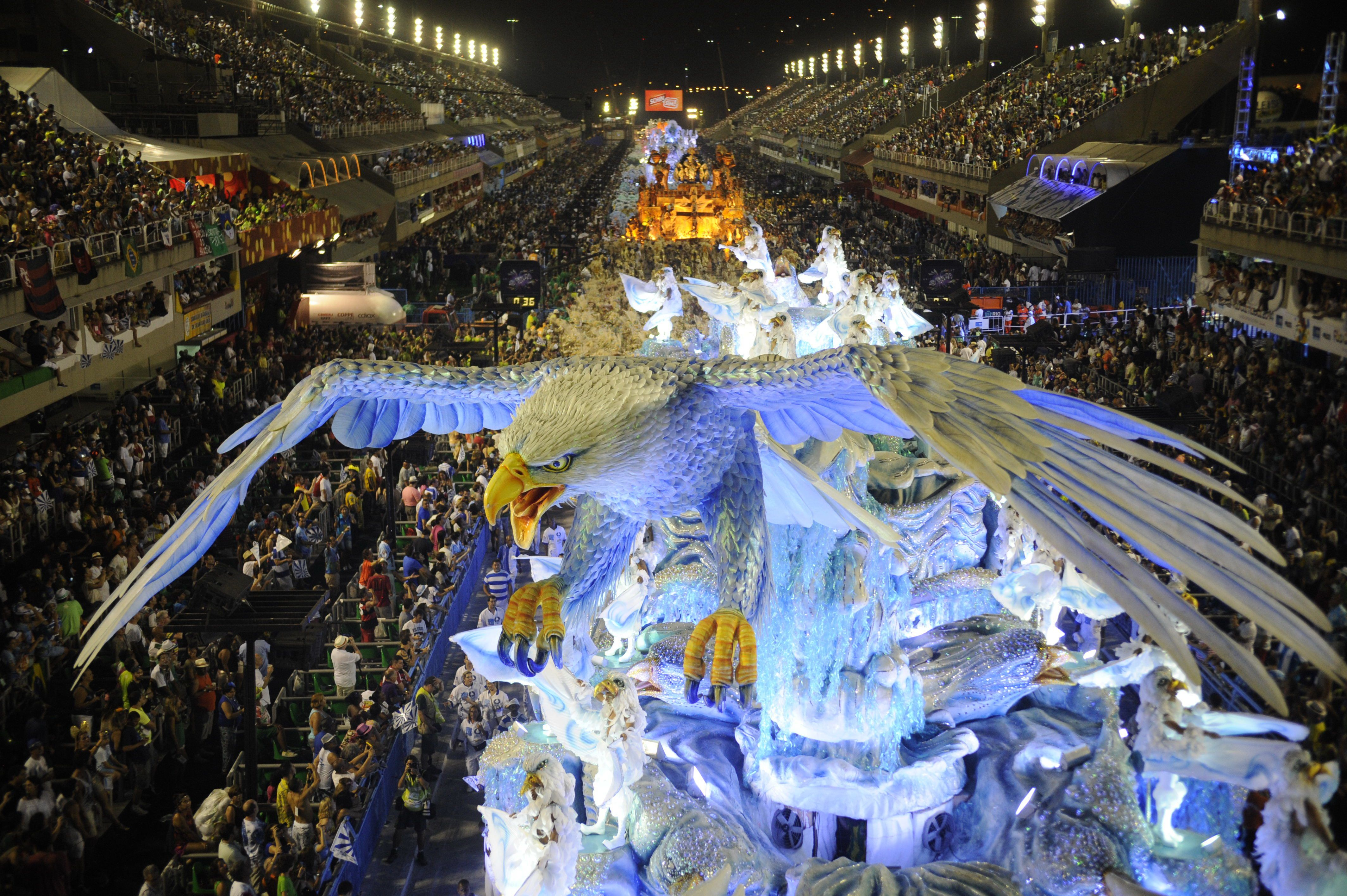
Самбодром у Ріо

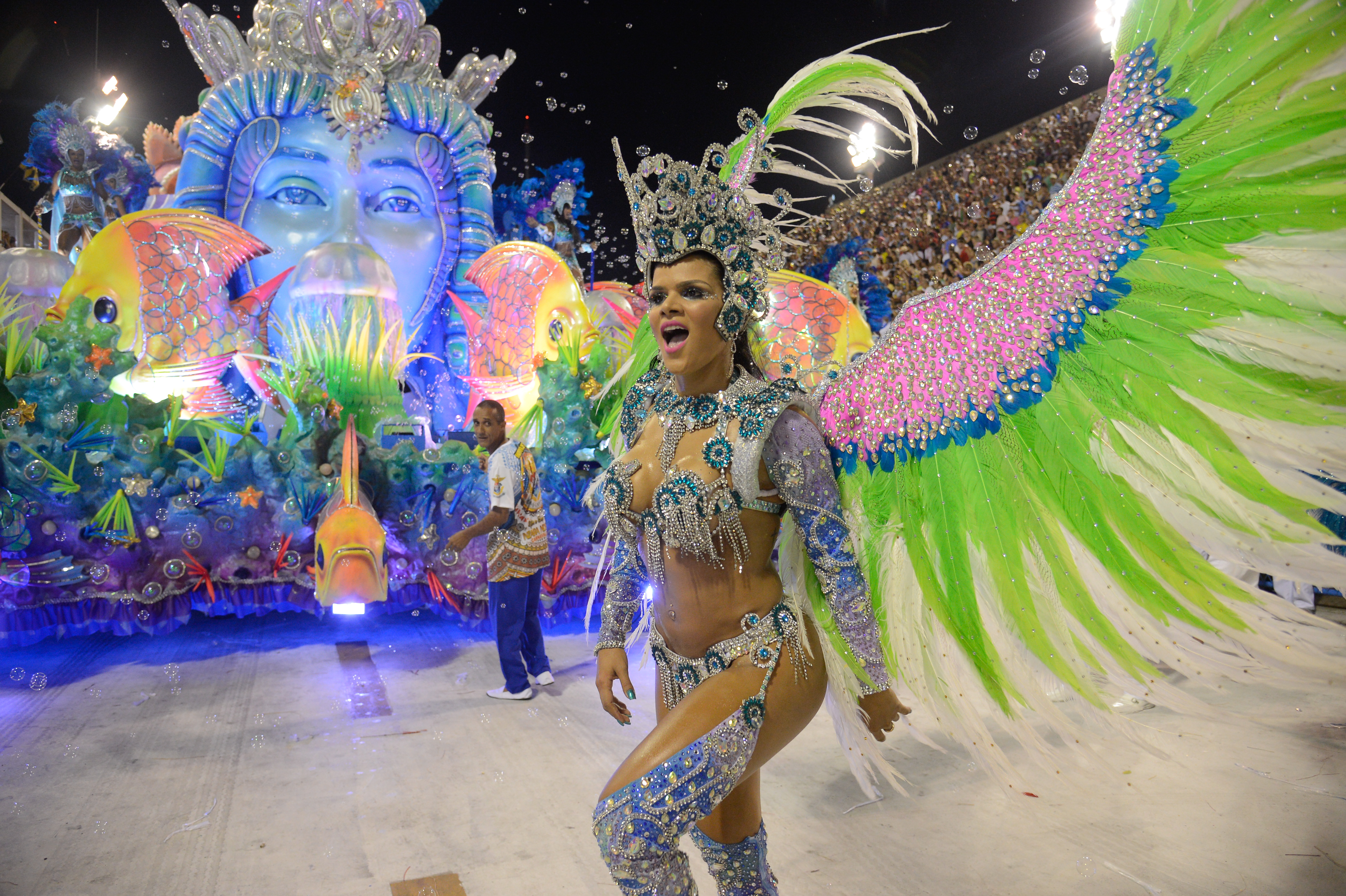
Танцівниця

Карнавал у Ріо-де-Жанейро — щорічний карнавал, що відбувається в бразильському місті Ріо-де-Жанейро.
Карнавал складається з двох частин:
- народний карнавал, що стихійно проходить вулицями й площами міста;
- офіційний — змагання бразильських шкіл самби.

Карнавали проходять протягом п'яти днів і закінчується за 40 днів до Великодня. Щороку на карнавал прибуває понад 1 млн туристів з різних країн світу.

## Відкриття карнавалу
Карнавал розпочинається передачею у п'ятницю мером Ріо-де-Жанейро символічного, оздобленого блискучими каменями, ключа від міста високому гладкому блазнівському королю Момо, якого щорічно вибирають шляхом кастингу зі спеціальним журі. Також на цій церемонії присутні королева карнавалу в супроводі першої та другої принцес, яких обирають спеціальним голосуванням.
На вулиці виходять сотні тисяч жителів і гостей Ріо-де-Жанейро в масках та костюмах. Вночі відбувається традиційний парад центром міста, на якому виступають школи самби, які не потрапили на офіційну частину. Повсюдно проходять стихійні театралізації, масові танці, ігри, конкурси.

## Змагання шкіл самби
Ввечері в неділю та суботу відбуваються змагання шкіл самби, по шість кожного дня. З 1984 року вони проходять на спеціально збудованому самбодромі. Самбодром являє собою алею довжиною 700 м і шириною 13 м. По боках розміщені трибуни, які можуть вмістити приблизно 80 тисяч глядачів, які заплатили за своє місце.
Підготовка до змагання шкіл самби розпочинається відразу після закінчення попереднього карнавалу. За право виступити на самбодромі готуються професійні танцювальні групи. 
Підготовка виступу вимагає значних коштів. Так виготовлення і оформлення платформи для виступу може становити до 2000 млн дол. Бюджет колективу вищої ліги зазвичай вимірюється кількома мільйонами доларів.
Школи самби існують не тільки за рахунок щомісячних внесків членів асоціації самби, але й за платний перегляд глядачами балів і репетицій, допомоги банків у проведенні «бічо» (різновиду лотереї).
На самбодром потрапляють школи, які перемогли в регіональних відборах. Найкращі школи по черзі на платформах проходять по самбодрому. Хода кожної школи триває півтори години. Кількість учасників у колоні досягає 3 тисяч. Попереду демонструють свою майстерність кращі танцюристи, за ними співробітники школи і знаменитості в карнавальних костюмах. У колоні також тисячі танцюристів і сотні музикантів. До них може потрапити будь-який охочий, заплативши приблизно 600 дол..
Кожна школа відзначається своїми карнавальними засобами, які найбільш повно розкривають тему їх виступу. Для оцінки виступу кожної школи журі використовує десять критеріїв. Важливе значення має рух колони, виступ як передової групи і пари танцюристів - солістів, злагодженість гри оркестру ударних інструментів. Також оцінюються костюми учасників параду, оформлення рухомих карнавальних платформ.
Наступної суботи шість кращих шкіл самби знову пройдуть по самбодромі у святковому «параді переможців».